# Knut Gröndahl
Knut Gröndahl (* 1941; † 2014) war ein Jurist, Beamter des Bundesministeriums für innerdeutsche Beziehungen und inoffizieller Mitarbeiter der Hauptverwaltung A (HVA) des MfS der DDR.

## Leben
Gröndahl studierte von 1962 bis 1971 Rechtswissenschaft an der Albert-Ludwigs-Universität Freiburg. Dort lernte er im Alter von 22 Jahren seine damals 19-jährige spätere Frau kennen. 1967 heirateten sie und bekamen zwei Töchter. Im Jahr 1966 im Alter von 25 Jahren wurde ein Agent der Hauptverwaltung A mit der Legende eines Wirtschaftsjournalisten an Gröndahl herangespielt, mit dem er sich anfreundete und einige Auftragsrecherchen erledigte, anfangs ohne Kenntnis des nachrichtendienstlichen Hintergrundes. 1972 legte Gröndahl das juristische Assessorexamen ab und begann eine Tätigkeit als Referent im Bundesministerium für innerdeutsche Beziehungen in Bonn. Daraufhin ließ der vorgebliche Wirtschaftsjournalist seine Legende fallen. Gröndahl setzte seine Arbeit für ihn jedoch fort; nun im Wissen, nachrichtendienstlich tätig zu sein. Anfang der 1970er Jahre wohnte er mit seiner Familie in einem gemieteten Einfamilienhaus bei Bonn.
Im Bundesministerium stieg Gröndahl zum Grundsatzreferenten und 1982 zum Regierungsdirektor und Referatsleiter Politik auf. Er war unter anderem für die Koordinierung der deutsch-deutschen Gespräche über den Reise- und Transitverkehr durch die DDR zuständig. Anschließend war er für zwei Jahre Referatsleiter bei der Ständigen Vertretung der Bundesrepublik Deutschland in der Deutschen Demokratischen Republik. Zuletzt war Gröndahl von 1990 bis 1993 persönlicher Referent von Wolfgang Thierse, damals stellvertretender Vorsitzender der SPD und Vorsitzender der SPD-Bundestagsfraktion.
Am Abend des 6. Mai 1993 nahmen Beamte des Bundeskriminalamtes Gröndahl wegen des Verdachts der geheimdienstlichen Agententätigkeit gegen die Bundesrepublik Deutschland vorläufig fest und durchsuchten seine Wohnung, aufgrund von Gefahr im Verzug ohne Durchsuchungsbeschluss. Der Generalbundesanwalt beim Bundesgerichtshof leitete ein Ermittlungsverfahren ein. Am 7. Mai 1993 erließ der Bundesgerichtshof einen Haftbefehl gegen Gröndahl. Wenige Tage nach seiner Festnahme sagte er beim Generalbundesanwalt umfassend aus. In der Untersuchungshaft gelang es Gröndahl, seiner Tochter ein in einem Kaugummi-Papier eingewickeltes Kassiber für seine Frau zu übergeben. Der Generalbundesanwalt erhob Anklage und ein Strafsenat des Oberlandesgerichtes Düsseldorf eröffnete die Hauptverhandlung. Gröndahl wurde wegen geheimdienstlicher Agententätigkeit zu drei Jahren und drei Monaten Freiheitsstrafe verurteilt. Ein Landesverrat konnte ihm nicht nachgewiesen werden. Mit dem Urteil verlor er auch seinen Status als Beamter und seine Ansprüche auf Pension. Gröndahl verstarb 2014.

## Spionageumfang
Fast 17 Jahre spionierte Gröndahl für die DDR. Seine Familie wusste nichts von seiner Tätigkeit. Dennoch bekam auch seine Frau von der Hauptverwaltung Aufklärung einen Decknamen: „Vera“. Gröndahl nahm kein Geld für seine Spionage-Tätigkeit an, sondern handelte aus Überzeugung. Er gab Berichte und Originaldokumente aus seinem Ministerium an die Hauptverwaltung A weiter, auch Material im Vorfeld deutsch-deutscher Verhandlungen, vor allem im Bereich des Reise- und Transitverkehr. Daher war er für das Ministerium für Staatssicherheit eine überaus gute und herausragende Quelle an herausragender Stelle, die ihn unter dem Decknamen Töpfer und Hanson bzw. unter XV 821/66 führte. Auch aus dem nachgeordneten Bereich seines Bundesministeriums wie dem Gesamtdeutschen Institut berichtete Gröndahl nach Ost-Berlin. Zudem versuchte er sich gelegentlich als Einflussagent, so bei der Kultusministerkonferenz 1978.
Drei- bis viermal pro Jahr traf sich Gröndahl mit seinem Führungsoffizier im westeuropäischen Ausland, darunter Kopenhagen, Mailand, Paris und Wien. In Österreich traf er einmal auch den Chef der DDR-Auslandsspionage Markus Wolf persönlich. Gröndahl war für die Hauptverwaltung A eine O-Quelle, d. h. eine direkt im (Ziel)-Objekt verankerte Quelle. Im Dezember 1988 verfügte die Hauptverwaltung A über 449 O-Quellen. Unter diesen nahm Gröndahl eine herausragende Rolle ein. Die Auswertung stützte sich bei 17 Ausarbeitungen für die Parteiführung der SED auf seine Informationen. Er sicherte nahezu allein den Informationsbedarf der für den BRD-Staatsapparat zuständigen Abteilung I der Hauptverwaltung A hinsichtlich der Beziehungen von DDR und Bundesrepublik Deutschland. Von 219 einschlägigen operativen Informationen gingen 113 auf Gröndahl zurück. Im Zeitraum 1973 bis 1987 lieferte er insgesamt 538 Informationen, darunter 316 dokumentarische Unterlagen.